# Pyrausta
Pyrausta är ett släkte av fjärilar som beskrevs av Franz Paula von Schrank 1802. Enligt Catalogue of Life ingår Pyrausta i familjen Crambidae, men enligt Dyntaxa är tillhörigheten istället familjen mott.

## Bildgalleri

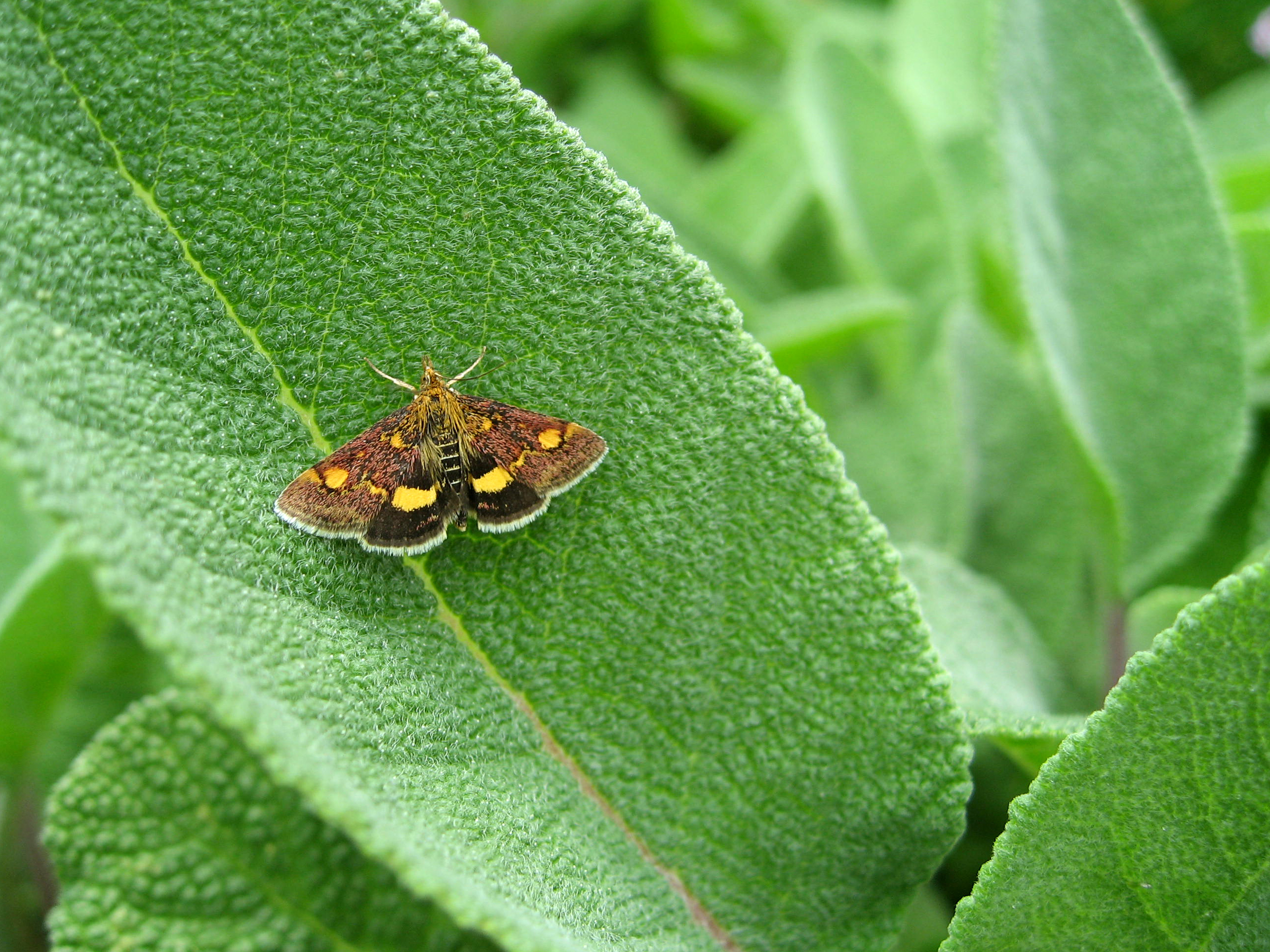
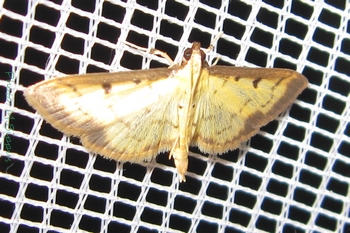
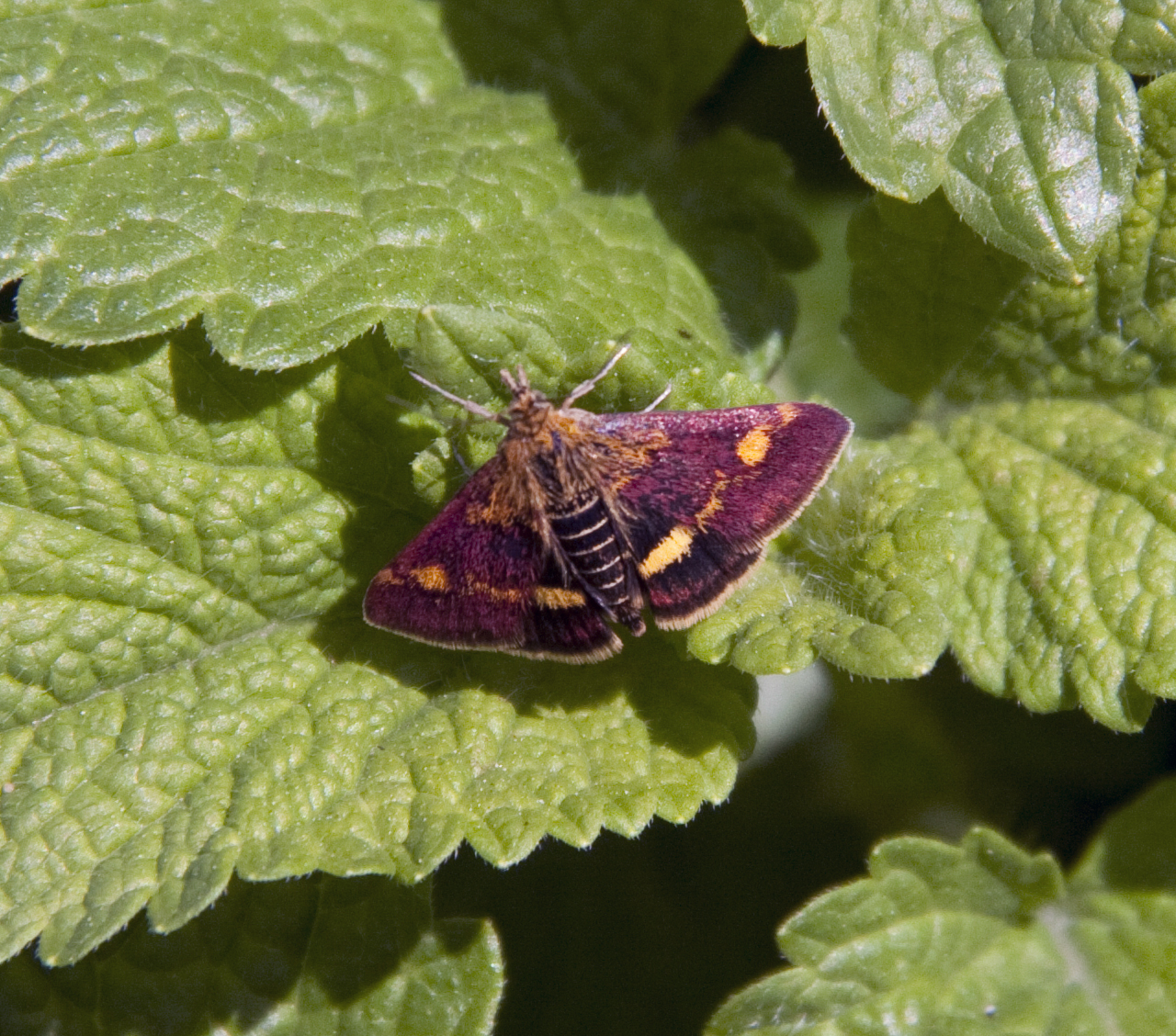
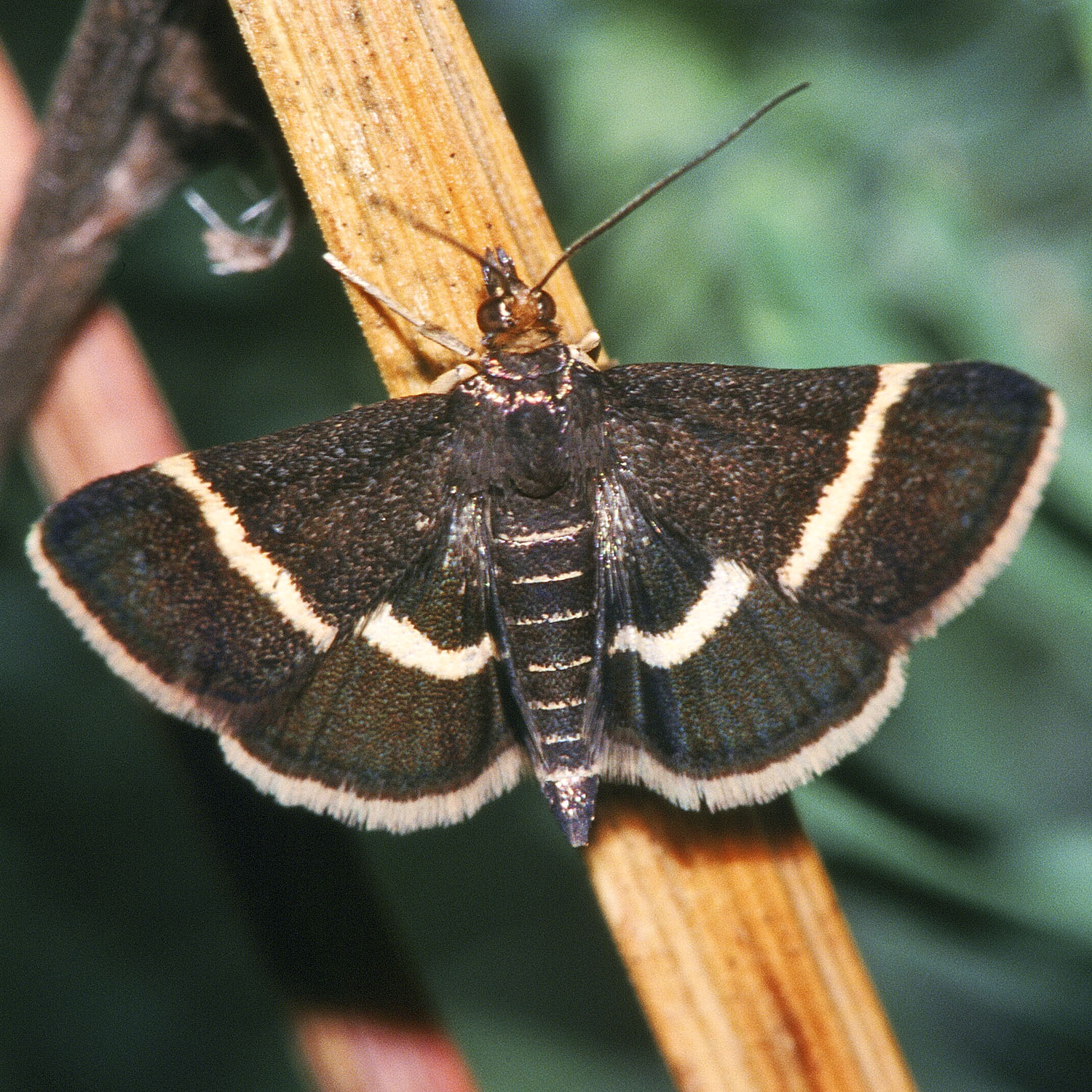

## Dottertaxa tillPyrausta, i alfabetisk ordning[1][2]
- Pyrausta abdicatrix
- Pyrausta ablutalis
- Pyrausta aburalis
- Pyrausta accolalis
- Pyrausta achoeusalis
- Pyrausta achroalis
- Pyrausta acontialis
- Pyrausta acrionalis
- Pyrausta acrobasella
- Pyrausta acuphisalis
- Pyrausta acutidentalis
- Pyrausta ademonalis
- Pyrausta adsocialis
- Pyrausta aerealis
- Pyrausta aethiopata
- Pyrausta afghanalis
- Pyrausta agathalis
- Pyrausta albeoverbascalis
- Pyrausta albescens
- Pyrausta albidalis
- Pyrausta albidior
- Pyrausta albifrontalis
- Pyrausta albipedalis
- Pyrausta albipunctalis
- Pyrausta albogrisea
- Pyrausta alpinalis
- Pyrausta altaica
- Pyrausta amatalis
- Pyrausta amboinalis
- Pyrausta amiculatalis
- Pyrausta amphinephela
- Pyrausta amurensis
- Pyrausta andrei
- Pyrausta anguinalis
- Pyrausta angustalis
- Pyrausta ankaratralis
- Pyrausta antisocialis
- Pyrausta apenninalis
- Pyrausta apocrypha
- Pyrausta approximalis
- Pyrausta arabica
- Pyrausta arenalis
- Pyrausta arenicola
- Pyrausta argyralis
- Pyrausta arianalis
- Pyrausta arizonensis
- Pyrausta arroundella
- Pyrausta atlanticum
- Pyrausta atricinctalis
- Pyrausta atrigenalis
- Pyrausta atropurpuralis
- Pyrausta atrosanguinalis
- Pyrausta aulicalis
- Pyrausta aurantialis
- Pyrausta aurantifascialis
- Pyrausta aurata
- Pyrausta aurea
- Pyrausta auricinctalis
- Pyrausta aurifusalis
- Pyrausta aurithoracalis
- Pyrausta auroralis
- Pyrausta ausonialis
- Pyrausta austa
- Pyrausta austriacalis
- Pyrausta awemealis
- Pyrausta babalis
- Pyrausta baibarensis
- Pyrausta bambucivora
- Pyrausta bambusalis
- Pyrausta bandiamiralis
- Pyrausta bellulalis
- Pyrausta benenotata
- Pyrausta bicoloralis
- Pyrausta bicornutalis
- Pyrausta bieti
- Pyrausta bisignata
- Pyrausta bitincta
- Pyrausta bitjensis
- Pyrausta borealis
- Pyrausta bouveti
- Pyrausta byrrhalis
- Pyrausta caenalis
- Pyrausta cajelalis
- Pyrausta californicalis
- Pyrausta caliginosalis
- Pyrausta callidoralis
- Pyrausta camptalis
- Pyrausta canotinctalis
- Pyrausta cardinalis
- Pyrausta carnifex
- Pyrausta castalis
- Pyrausta catasemalis
- Pyrausta catenalis
- Pyrausta ceadesalis
- Pyrausta celatalis
- Pyrausta cespitalis
- Pyrausta chermesinalis
- Pyrausta childrenalis
- Pyrausta chilialis
- Pyrausta chionealis
- Pyrausta chrysitis
- Pyrausta chrysocarpa
- Pyrausta chrysopygalis
- Pyrausta chrysotalis
- Pyrausta chrysoterma
- Pyrausta cineralis
- Pyrausta cinerea
- Pyrausta cinerosa
- Pyrausta cingulata
- Pyrausta ciniferalis
- Pyrausta cinnamomealis
- Pyrausta cinnamonalis
- Pyrausta citrinalis
- Pyrausta claudialis
- Pyrausta coactalis
- Pyrausta coccinalis
- Pyrausta coccinea
- Pyrausta coccinealis
- Pyrausta coecilialis
- Pyrausta comastis
- Pyrausta commellalis
- Pyrausta communalis
- Pyrausta concinna
- Pyrausta concinnalis
- Pyrausta concolor
- Pyrausta concoloralis
- Pyrausta congeneralis
- Pyrausta conistrotalis
- Pyrausta consequens
- Pyrausta contigualis
- Pyrausta continentalis
- Pyrausta contristalis
- Pyrausta conversalis
- Pyrausta coracinalis
- Pyrausta corinthalis
- Pyrausta cretacea
- Pyrausta cruoralis
- Pyrausta culminivola
- Pyrausta cuprealis
- Pyrausta cuprinalis
- Pyrausta curvalis
- Pyrausta dapalis
- Pyrausta deceptalis
- Pyrausta deductalis
- Pyrausta deficiens
- Pyrausta delavalis
- Pyrausta delicatalis
- Pyrausta demantrialis
- Pyrausta denticulosa
- Pyrausta designatalis
- Pyrausta despicata
- Pyrausta determinata
- Pyrausta devialis
- Pyrausta diatoma
- Pyrausta differalis
- Pyrausta diffissa
- Pyrausta diplosticta
- Pyrausta diplothaera
- Pyrausta dissimulans
- Pyrausta dissolutalis
- Pyrausta distictalis
- Pyrausta donzelalis
- Pyrausta dorcalis
- Pyrausta dorsipunctalis
- Pyrausta dotatalis
- Pyrausta draesekei
- Pyrausta ecteinalis
- Pyrausta efficitalis
- Pyrausta elegantalis
- Pyrausta elutalis
- Pyrausta elwesi
- Pyrausta emigralis
- Pyrausta eos
- Pyrausta epicroca
- Pyrausta epitrota
- Pyrausta eratalis
- Pyrausta eriopisalis
- Pyrausta erosnealis
- Pyrausta erratalis
- Pyrausta erythropis
- Pyrausta euchromistes
- Pyrausta euergestalis
- Pyrausta euprepialis
- Pyrausta euryphaea
- Pyrausta extensalis
- Pyrausta extincta
- Pyrausta extinctalis
- Pyrausta falcatalis
- Pyrausta fascialis
- Pyrausta ferrifusalis
- Pyrausta ferrugalis
- Pyrausta fibulalis
- Pyrausta fimbrialis
- Pyrausta fimbriatralis
- Pyrausta flammealis
- Pyrausta flammeolalis
- Pyrausta flavaginalis
- Pyrausta flavibrunnea
- Pyrausta flavibrunnealis
- Pyrausta flavicollalis
- Pyrausta flavidecoralis
- Pyrausta flavidiscata
- Pyrausta flavipunctalis
- Pyrausta flavissimalis
- Pyrausta flavofascialis
- Pyrausta flavomarginalis
- Pyrausta flavoviolalis
- Pyrausta flegialis
- Pyrausta flexalis
- Pyrausta fodinalis
- Pyrausta fortioralis
- Pyrausta foviferalis
- Pyrausta fragralis
- Pyrausta fraudulentalis
- Pyrausta frustalis
- Pyrausta fucatalis
- Pyrausta fuliginata
- Pyrausta fulvalis
- Pyrausta fulvicoloralis
- Pyrausta fulvilinealis
- Pyrausta fulvitinctalis
- Pyrausta fumarialis
- Pyrausta funeralis
- Pyrausta fuscalis
- Pyrausta fuscescens
- Pyrausta fuscinervalis
- Pyrausta fuscobrunnealis
- Pyrausta fuscolarosalis
- Pyrausta gazalis
- Pyrausta generosa
- Pyrausta genialis
- Pyrausta gentillalis
- Pyrausta geographicalis
- Pyrausta glaucalis
- Pyrausta glaucoleuca
- Pyrausta gonialis
- Pyrausta graeseri
- Pyrausta grisealis
- Pyrausta griseofumalis
- Pyrausta griveaudalis
- Pyrausta grotei
- Pyrausta gutturalis
- Pyrausta haedulalis
- Pyrausta haemapastalis
- Pyrausta haematalis
- Pyrausta haematidalis
- Pyrausta haematidea
- Pyrausta haemopsamma
- Pyrausta hafneri
- Pyrausta hampsoni
- Pyrausta haruspica
- Pyrausta hasanensis
- Pyrausta heliacalis
- Pyrausta heliamma
- Pyrausta heliothidia
- Pyrausta herbuloti
- Pyrausta hircinalis
- Pyrausta hispanalis
- Pyrausta homonymalis
- Pyrausta hoozana
- Pyrausta hyalistis
- Pyrausta icterialis
- Pyrausta idessa
- Pyrausta ilithucialis
- Pyrausta illiberalis
- Pyrausta illutalis
- Pyrausta impunctata
- Pyrausta incensalis
- Pyrausta inciae
- Pyrausta incoloralis
- Pyrausta indistans
- Pyrausta inflammata
- Pyrausta infuscalis
- Pyrausta inglorialis
- Pyrausta inornatalis
- Pyrausta insequalis
- Pyrausta insignitalis
- Pyrausta insularis
- Pyrausta interficalis
- Pyrausta intermedialis
- Pyrausta intricalis
- Pyrausta intricatalis
- Pyrausta intrudens
- Pyrausta inveterascalis
- Pyrausta issykkulensis
- Pyrausta jamaicalis
- Pyrausta janiralis
- Pyrausta julialis
- Pyrausta juncturalis
- Pyrausta kandalis
- Pyrausta kenalis
- Pyrausta kentealis
- Pyrausta klotsi
- Pyrausta kosemponalis
- Pyrausta kosemponialis
- Pyrausta kukunorensis
- Pyrausta lambomakandroalis
- Pyrausta langdonalis
- Pyrausta laresalis
- Pyrausta largalis
- Pyrausta laristanalis
- Pyrausta latefascialis
- Pyrausta lateralis
- Pyrausta laticlavia
- Pyrausta latiplagialis
- Pyrausta ledereri
- Pyrausta leechi
- Pyrausta lethalis
- Pyrausta leucoplacalis
- Pyrausta limbata
- Pyrausta limbopunctalis
- Pyrausta linealis
- Pyrausta lineolalis
- Pyrausta lithosialis
- Pyrausta louvinia
- Pyrausta luciferalis
- Pyrausta lutulentalis
- Pyrausta maculata
- Pyrausta maderensis
- Pyrausta madetesalis
- Pyrausta maenialis
- Pyrausta mahensis
- Pyrausta maledictalis
- Pyrausta mandarinalis
- Pyrausta marginepunctalis
- Pyrausta masculina
- Pyrausta matronalis
- Pyrausta matronulalis
- Pyrausta matuta
- Pyrausta mauretanica
- Pyrausta mechedalis
- Pyrausta meciti
- Pyrausta medullalis
- Pyrausta melaleucalis
- Pyrausta melanalis
- Pyrausta melanocera
- Pyrausta melonalis
- Pyrausta meridionalis
- Pyrausta meropialis
- Pyrausta merrickalis
- Pyrausta metachrysalis
- Pyrausta metaleuca
- Pyrausta metallica
- Pyrausta metasialis
- Pyrausta microdontalis
- Pyrausta minimalis
- Pyrausta minimistricta
- Pyrausta moestalis
- Pyrausta monosema
- Pyrausta monotonigra
- Pyrausta monticolalis
- Pyrausta morelensis
- Pyrausta morenalis
- Pyrausta moupinalis
- Pyrausta multifidalis
- Pyrausta mungalis
- Pyrausta murinalis
- Pyrausta murinus
- Pyrausta mustelalis
- Pyrausta mutuurai
- Pyrausta myrrhina
- Pyrausta mystica
- Pyrausta nanalis
- Pyrausta napaealis
- Pyrausta neglectalis
- Pyrausta neocespitalis
- Pyrausta nerialis
- Pyrausta nescalis
- Pyrausta nexalis
- Pyrausta nicalis
- Pyrausta nielpoldalis
- Pyrausta nigralis
- Pyrausta nigrata
- Pyrausta nigrescens
- Pyrausta nigritalis
- Pyrausta nissalis
- Pyrausta nissoralis
- Pyrausta nitetisalis
- Pyrausta nitidalis
- Pyrausta niveicilialis
- Pyrausta noctualis
- Pyrausta noraxalis
- Pyrausta nubigena
- Pyrausta nullalis
- Pyrausta nyctemeralis
- Pyrausta oberthuri
- Pyrausta obfuscata
- Pyrausta obliquata
- Pyrausta obnigralis
- Pyrausta obscurior
- Pyrausta obsoletalis
- Pyrausta obstipalis
- Pyrausta obtusanalis
- Pyrausta occidentalis
- Pyrausta occultilinea
- Pyrausta ocellusalis
- Pyrausta ochosalis
- Pyrausta ochracealis
- Pyrausta ochreicostalis
- Pyrausta ochreocapitalis
- Pyrausta ochrifascialis
- Pyrausta ochriscriptalis
- Pyrausta ochroalis
- Pyrausta odontogrammalis
- Pyrausta oenochrois
- Pyrausta omelkoi
- Pyrausta omicronalis
- Pyrausta onythesalis
- Pyrausta opacalis
- Pyrausta opalalis
- Pyrausta ordinatalis
- Pyrausta ornamentalis
- Pyrausta orphisalis
- Pyrausta ostrinalis
- Pyrausta otiosalis
- Pyrausta pachyceralis
- Pyrausta paghmanalis
- Pyrausta pangialis
- Pyrausta panopealis
- Pyrausta pantoppidani
- Pyrausta parvula
- Pyrausta pastrinalis
- Pyrausta pata
- Pyrausta patagoniensis
- Pyrausta patronalis
- Pyrausta paupellalis
- Pyrausta pauperalis
- Pyrausta pavidalis
- Pyrausta pectinalis
- Pyrausta pellicalis
- Pyrausta percludalis
- Pyrausta perelegans
- Pyrausta perfervidalis
- Pyrausta perflavalis
- Pyrausta perfulvalis
- Pyrausta perfuscalis
- Pyrausta perkeo
- Pyrausta perlalis
- Pyrausta perlucidalis
- Pyrausta perpallidalis
- Pyrausta perrubralis
- Pyrausta persimilis
- Pyrausta pertentalis
- Pyrausta petaluma
- Pyrausta petrosarca
- Pyrausta peyrieralis
- Pyrausta phaeopastalis
- Pyrausta phaeophoenicea
- Pyrausta pharisalis
- Pyrausta phoenicealis
- Pyrausta phragmatidalis
- Pyrausta phyllidalis
- Pyrausta picarialis
- Pyrausta picingulalis
- Pyrausta pilatealis
- Pyrausta pionalis
- Pyrausta pistorialis
- Pyrausta placendalis
- Pyrausta plagalis
- Pyrausta ploimalis
- Pyrausta plumbalis
- Pyrausta polygamalis
- Pyrausta porphyralis
- Pyrausta postalbalis
- Pyrausta postaperta
- Pyrausta posticalis
- Pyrausta postrubralis
- Pyrausta potentalis
- Pyrausta praepetalis
- Pyrausta priscalis
- Pyrausta probalis
- Pyrausta proceralis
- Pyrausta prochytalis
- Pyrausta procillusalis
- Pyrausta profusalis
- Pyrausta prolongata
- Pyrausta prostygialis
- Pyrausta pseuderosnealis
- Pyrausta pseudonythesalis
- Pyrausta pseudosanguinalis
- Pyrausta pulchripictalis
- Pyrausta pullatalis
- Pyrausta pulveralis
- Pyrausta pulvereiumbralis
- Pyrausta punctilinealis
- Pyrausta punicealis
- Pyrausta purpuralis
- Pyrausta purpuraria
- Pyrausta purpurascens
- Pyrausta putrescens
- Pyrausta pygmaealis
- Pyrausta pyrocausta
- Pyrausta pythialis
- Pyrausta quadrimaculalis
- Pyrausta quinquemaculalis
- Pyrausta ravalis
- Pyrausta rectefascialis
- Pyrausta rectifascialis
- Pyrausta reductalis
- Pyrausta repletalis
- Pyrausta retidiscalis
- Pyrausta retostalis
- Pyrausta retowskyi
- Pyrausta rhealis
- Pyrausta rhipheusalis
- Pyrausta rhodochroia
- Pyrausta rhododendralis
- Pyrausta rhodoxantha
- Pyrausta rhoecusalis
- Pyrausta rindgei
- Pyrausta robusta
- Pyrausta rosa
- Pyrausta roseivestalis
- Pyrausta rubellalis
- Pyrausta rubescentalis
- Pyrausta rubralis
- Pyrausta rubricalis
- Pyrausta rubritinctalis
- Pyrausta rubrivena
- Pyrausta rudalis
- Pyrausta rueckbeili
- Pyrausta rufalis
- Pyrausta ruficostalis
- Pyrausta rufifimbrialis
- Pyrausta rufilinealis
- Pyrausta rufitincta
- Pyrausta rungsi
- Pyrausta saanichalis
- Pyrausta sabulosa
- Pyrausta salvia
- Pyrausta samealis
- Pyrausta sanguifusalis
- Pyrausta sanguinalis
- Pyrausta sardinialis
- Pyrausta sarobialis
- Pyrausta sartotralis
- Pyrausta saxatilis
- Pyrausta scalaralis
- Pyrausta schmidti
- Pyrausta scurralis
- Pyrausta secernalis
- Pyrausta sedakovialis
- Pyrausta semilimbalis
- Pyrausta semirubralis
- Pyrausta senucalis
- Pyrausta septentrionicola
- Pyrausta serizeati
- Pyrausta sexplagalis
- Pyrausta shastanalis
- Pyrausta shirazalis
- Pyrausta shirleyae
- Pyrausta sibirica
- Pyrausta signatalis
- Pyrausta sikkima
- Pyrausta silhetalis
- Pyrausta similalis
- Pyrausta similis
- Pyrausta simplex
- Pyrausta simplicealis
- Pyrausta singularis
- Pyrausta socialis
- Pyrausta solaris
- Pyrausta solemnalis
- Pyrausta sordialis
- Pyrausta sordidalis
- Pyrausta sororialis
- Pyrausta spiralis
- Pyrausta splendida
- Pyrausta stenialis
- Pyrausta sthenialis
- Pyrausta stigmatalis
- Pyrausta straminea
- Pyrausta strigatalis
- Pyrausta suavidalis
- Pyrausta subcrocealis
- Pyrausta subflavalis
- Pyrausta subgenerosa
- Pyrausta subinquinalis
- Pyrausta submarginalis
- Pyrausta subnicalis
- Pyrausta subolivalis
- Pyrausta subsequalis
- Pyrausta subtilis
- Pyrausta suffusalis
- Pyrausta sulphurana
- Pyrausta sumptuosalis
- Pyrausta surinamensis
- Pyrausta syfanialis
- Pyrausta syntomidalis
- Pyrausta systematica
- Pyrausta szetschwanalis
- Pyrausta tachdirtalis
- Pyrausta taftanalis
- Pyrausta tapa
- Pyrausta tapaishanensis
- Pyrausta tatalis
- Pyrausta tauricalis
- Pyrausta tendinosalis
- Pyrausta tenuialis
- Pyrausta tenuilinea
- Pyrausta terricolalis
- Pyrausta tesserulalis
- Pyrausta testalis
- Pyrausta tetraplagalis
- Pyrausta theialis
- Pyrausta thibetalis
- Pyrausta tinctalis
- Pyrausta tithonialis
- Pyrausta tortualis
- Pyrausta trichoglossa
- Pyrausta trimaculalis
- Pyrausta triphaenalis
- Pyrausta tripunctalis
- Pyrausta trisalis
- Pyrausta triselena
- Pyrausta tristriatalis
- Pyrausta triumphalis
- Pyrausta trizonalis
- Pyrausta tuolumnalis
- Pyrausta tyralis
- Pyrausta uliginosalis
- Pyrausta unicolor
- Pyrausta unifascialis
- Pyrausta unipunctata
- Pyrausta uteorubralis
- Pyrausta uxorculalis
- Pyrausta valerialis
- Pyrausta vanalis
- Pyrausta variegalis
- Pyrausta venalalis
- Pyrausta venilialis
- Pyrausta vestianella
- Pyrausta vicarialis
- Pyrausta villicalis
- Pyrausta vinacealis
- Pyrausta vinulenta
- Pyrausta violascens
- Pyrausta virginalis
- Pyrausta visendalis
- Pyrausta vitellinalis
- Pyrausta vittalis
- Pyrausta wockei
- Pyrausta volupialis
- Pyrausta votanalis
- Pyrausta xanthocephala
- Pyrausta xanthocrypta
- Pyrausta yangtsealis
- Pyrausta zeitunalis
- Pyrausta zonalis
- Pyrausta zonana
- Pyrausta zyphalis